# Gobliiins
Gobliiins est un jeu vidéo d'aventure en pointer-et-cliquer créé par Muriel Tramis et Pierre Gilhodes et sorti en 1991. Le jeu a été réédité pour iOS en 2010 par Bulkypix.

## Synopsis
Le bon roi Angoulafre est devenu fou à lier pour des raisons mystérieuses. La cour décide d'envoyer trois lutins (Oups, Ignatius et Asgard) chez le sorcier Niak pour qu'il les aide à trouver un remède.

## Système de jeu
Le jeu permet de contrôler trois personnages à l'écran. Chacun possède des qualités propres :
- Oups, le technicien, peut ramasser des objets et les utiliser sur quelque chose d'autre, ou tout seuls. Il ne peut porter qu'un seul objet à la fois.
- Ignatius, le magicien, peut jeter des sorts qui ont des effets souvent imprévisibles.
- Asgard, le guerrier, peut donner des coups de poing ou grimper des cordes.

Les protagonistes peuvent mourir : une barre d'énergie collective se trouve au bas de l'écran. Chaque blessure, grande frayeur ou mauvaise utilisation d'objet vide en partie la barre. Si la barre devient vide, la partie est perdue.